# Moller M200G Volantor
M200G Volantor — дисколіт («літаюча тарілка»), маленьких двомісних транспортний засіб виробництва американської фірми Moller, яка у 2007 році розпочала виробництво M200g Volantor, які завдяки ефекту «повітряної подушки» зможуть парити на висоті до трьох метрів над землею.
Вартість «тарілки» складе приблизно 90 тисяч доларів, і з 2008 року купити її зможе кожен охочий. Апарат вже пройшов випробування, зараз налагоджується виробництво деталей. Так, готові вже шість фюзеляжів, компанія заявляє, що може випускати їх по одному в день.
Діаметр «тарілки» — 3 метри, висота близько метра. Максимальну швидкість можна порівняти з невеликим автомобілем — 160 км/год, запас ходу також становить 160 кілометрів. В апараті буде вісім моторів, але для керування тарілкою не буде потрібно якогось особливого навчання і навіть спеціальних прав.
Зацікавлені у покупці M200g можуть зарезервувати собі пристрій і внести за нього перший внесок. Як тільки транспортний засіб буде повністю готовий до виходу на ринок, його творці влаштують презентацію в Каліфорнії.
Розробкою літаючих машин Moller, почала займатися понад 40 років тому. Перший прототип «тарілки» був побудований у 1962—1964 роках і мав всього два двигуни, назву Xm-2. Він майже міг відриватися від землі.
Нову «тарілку» фірма називає «кінцевим варіантом позашляховика» і роз'яснює, що це транспортний засіб може парити над будь-якою поверхнею: землею, водою, піском, снігом, болотом або полем.
На борту знаходитиметься кілька комп'ютерів, вони не тільки обмежують висоту польоту, але і автоматично вирівнюють машину. Паливна суміш, яка використовуватиметься в тарілці не зможе зайнятися поза двигуном.